# NHL Entry Draft 2010
2010 NHL Entry Draft var den 48:e NHL-draften. Den ägde rum 25–26 juni 2010 i Staples Center som ligger i Los Angeles, Kalifornien. Det var första gången som NHL-draften hölls i Los Angeles. Edmonton Oilers var först ut att välja spelare och valde Taylor Hall.
Den första svenska spelaren att väljas blev Ludvig Rensfeldt som valdes av Chicago Blackhawks i den andra rundan som 35:e spelare totalt.